# Lledoner de Can Ginebreda
El Lledoner de Can Ginebreda (Celtis australis) és un arbre que es troba a Gelida (l'Alt Penedès).

## Dades descriptives
- Perímetre del tronc a 1,30 m: 4,41 m.
- Perímetre de la base del tronc: 5,49 m.
- Alçada: 14,76 m.
- Amplada de la capçada: 16,89 m.
- Altitud sobre el nivell del mar: 356 m.[1]

## Entorn
Es troba dins el pati del mas de Can Ginebreda, tancat i barrat, un mas actiu, amb ceps i oliveres. És un mas clos i custodiat per gossos. El bosc del voltant és bosc de muntanya baixa i seca. Als entorns hi predomina la pineda de pi blanc amb sotabosc on hi ha força biodiversitat: llentiscle, marfull, càdec, noguerola, garric, ginesta, olivella, roldor, bruc d'hivern, esparreguera boscana, estepa borrera, vidalba, estepa blanca, arítjol, canya, tomaquera del diable, blet, fonoll, ravenissa groga i alfals salvatge. Hi abunden el gaig, la cotxa fumada, el tudó, la merla, i al camí hi ha rastres de fagina.

## Aspecte general
És un lledoner ferreny, sofert, que creix arran d'una paret i l'exemple d'arbre que s'instal·la en una escletxa i es fa gegantí. Té presència imponent, la qual es fa visible des de la distància. El fet d'ésser un arbre instal·lat al peu d'una paret i en un cantó del pati del mas ha fet que desenvolupés un gran sistema radicular que li facilita tant l'aportament de nutrients i aigua necessaris com un bon estat de salut i bona ufana. No s'aprecien forats ni necrosis al tronc o a la soca, ni presència de xilòfags o fitòfags de forma destacada.

## Observacions
L'arbre creix dins el pati del mas, el qual, habitualment, està tancat, així que el visitant normalment haurà de contemplar-lo des de l'exterior. A més, és en un camí farcit de trenques, la qual cosa fa complicat l'accés a un turisme.

## Accés
Des de Sant Sadurní d'Anoia prenem la carretera C-243b en direcció a Gelida. Al punt quilomètric 11,8 aproximadament trobarem un revolt tancat cap a l'esquerra i unes tanques de protecció. Just allà, a mà dreta, hi ha la pista forestal que hem de prendre. Ascendim prenent la pista de l'esquerra les dues vegades que hi ha l'encreuament. Quan hàgim recorregut un parell de quilòmetres, veurem els conreus d'olivera i de vinya, i el mas de Can Ginebreda amb el lledoner dins el recinte. GPS 31T 0405024 4586035.